# بیه‌پیش
بیه پیش نام سرزمین‌های بخش شرقی گیلان است. بیه در گیلکی به معنی رود است. رودخانهٔ سفیدرود از حاشیهٔ غربی شهرستان آستانه اشرفیه می‌گذرد؛ بنابراین این شهر و شهرهای شرقی نسبت به آن جزو بیه‌پیش به‌شمار می‌آیند. نام منطقه غربی بیه‌پس است. به ترتیب، سیاهکل، رودسر و لاهیجان. مردم بیه پیش به زبان گیلکی و گویش بیه‌پیش صحبت می‌کنند.

## حدود
منوچهر ستوده حدود بیه پیش را در شرق سفیدرود از سفیدرود تا هوسم دانسته است.
نخستین بار ابوالقاسم عبدالله بن محمد القاشانی در تاریخ الجایتو از حدود بیه پیش سخن گفته است. وی حد گیلان را از هوسم تا دولاب معرفی می‌کند و چنین می‌نویسد:

ابتدای گیلان فرضه رود هوسم است از ناحیت فلام رودبار، از حدود لاهجان که فلک الدین ساسان بن صعولک بن فیلواکوش درسنه حیت حاکم آنجا بود از قبل برادر خود امیر جمال الدین صعولک بن محمد بن رودکی بود و مسافت بعد طول خطه گیلان از هوسم تا دولاب است مقدار سی فرسنگ زمین تقریباً و تخمیناً.

وی در توصیف سپیدرود چنین می‌نویسد:

و سپیدرود با زنگان رود آمیخته، از کوه‌های گیلان منحدر، به میان گیلان می‌گذرد. بر سمت شمال متوجه دریا، ما بین مشرق و مغرب، شرقی از خطهٔ لیاهجان است، بر حدود آن.

وی درمورد حدود بیه پس و بیه پیش چنین می‌نویسد:

و امتداد مسافت کوه او کنار سفیدرود، بر سمت مغرب و جنوب است، مایل تا به گیلان فومن ممتد، از آنجا شعبه‌ای از کوه منعطف می‌شود، برسمت مغرب و شمال، موازی انعطاف دریا و بر آخر گیلان موغان و گشتاسپی می‌گردد. و شروان و موغان در فضائی است ما بین کوه و دریاست. و از نواحی بلاد گیلان: تولیم و فومن و دولاب و سر و شفت و رشت را پس گیلان خوانند و شهرهای لیاهجان و کوتم و کوچسبان و همام را پیش گیلان خوانند.

وی در مورد تالشان چنین می‌نویسد:

و میانه فرضه رودسر که آخر موغان و گیلان است، ناحیتی است که آن را اسالیم خوانند. مقدار بعد مسافت آن نیم روزه راه که اقوام آن جمله تالشان باشند و این لفظ از طیلسان گرفته شده است.

## تاریخ
در گذشته به خصوص قبل از صفویه، حکومت محلی این ناحیه، تاثیرپذیری محدودی از حکومت مرکزی ایران داشته است و سادات کیا بر بیه‌پیش حکومت می‌کردند. سادات کیائی در گیلان از شیعیانی بوده‌اند که به واسطهٔ فشارهای خلافت عباسی از عراق خارج شده و در ابهر سکنی گزیدند. پس از مدتی از ابهر مهاجرت نموده در منطقهٔ کهدم سکنی گزیدند و سپس در روستای ملاط ساکن شدند و در زمان امیرکیا، قیامی علیه حاکمان وقت کرده و مجبور به نقل مکان به رستمدار شدند و بعد از فوت او، پسرانش با حمایت حاکمان مازندران دوره‌ای از کشمکش و جنگ را با حاکمان محلی گیلان آغاز کرده و موفق به فتح گیلان بیه‌پیش و استقرار حکومت در این منطقه شدند. در بارهٔ نقش کیائیان در روی کار آمدن صفویان، آن‌ها با حمایت از شاه اسماعیل و پناه دادن به وی نقش مهمی در پرورش روحی و جسمی مؤسس سلسلهٔ صفوی و نیز آمادگی تشکیلاتی نهضت آن‌ها داشتند. خان احمد خان در واقع وارث حکومت کیائی بود و چون زمان مرگ پدر خردسال بود نقش امرا و سپهسالاران گیلان در استمرار حاکمیت او بر گیلان بسیار مهم است. خان احمد در دورهٔ شاه طهماسب به عنوان عضوی از اتحادیهٔ حکومت صفوی محسوب می‌شد که وفاداری و سرسپردگی از اصول مهم تداوم و بقا شمرده می‌شد. اما وی با در پیش گرفتن سیاست فرهنگی و مذهبی مبتنی بر تسامح و نمایش بعضی تمایلات استقلال‌طلبانه مورد غضب و خشم شاه قرار گرفت و سرانجام نیز دستگیرشده و از حکومت برکنار شد. گیلان بعد از خان احمد در اختیار صفویان قرار گرفت اما مردم آن در برابر قزلباشان دست به مقاومت زدند. در فاصلهٔ سال‌های ۹۷۵ تا۹۸۵ خان احمد در زندان بود و شاه اسماعیل دوم گر چه قول آزادی او را داد ولی به وعدهٔ خود عمل نکرد و خان احمد سرانجام در زمان محمد خدابنده آزاد شده و حکم حکومت گیلان را دریافت و با دختر شاه طهماسب نیز ازدواج کرد.
خان احمد خان سفیری به نام توره کامل را به مسکو و دربار تزار روسیه روانه کرد تا تزار را برای فرستادن قوایی به گیلان برای یاری خان احمد، در برابر هجوم قریب‌الوقوع شاه عباس، متقاعد کند. با چنین نیتی در ۱۴ اردیبهشت ماه سال ۹۷۱ خورشیدی برابر با ۲۲ رجب سال ۱٬۰۰۰ هجری قمری، توره کامل به دیدار تزار روسیه در مسکو رفت. گرچه او در ظاهر موفق به راضی کردن تزار شده بود اما ماجراهای دیگری هم رخ داد که این دیدار را بی اثر نمود. به ویژه با آگاهی شاه عباس از نیت سفر خواجه حسام لنگرودی از جانب خان احمد به عثمانی (که برای جلب حمایت سلطان مراد سوم از گیلان در مقابل صفویان صورت گرفته بود و خان احمد، در جواب نامهٔشاه عباس، این مسئله را انکار و سفر خواجه حسام را برای حج عنوان نموده بود) خشم شاه عباس فزونی گرفت و نامهٔ سلطان مراد عثمانی به شاه صفوی و حمایت از خان احمد، بر آتش خشم مرشد کامل افزود و فرمان یورش به گیلان از جانب شاه عباس صادر شد تا مأموریت توره کامل هم گرچه می‌رفت که با اعزام سپاه روس موفقیت‌آمیز باشد، همچون مأموریت خواجه حسام، ناموفق بماند.

### تسخیر توسطشاه عباس
حکومت بیه‌پیش از ۹۴۳ هجری قمری به خان احمد گیلانی رسید و شاه طهماسب اول صفوی، حکومت بیه‌پس را نیز به او سپرد. سرانجام شاه عباس اول صفوی گیلان را تسخیر کرد.